# Megalagrion orobates
Megalagrion orobates är en trollsländeart som först beskrevs av Robert Cyril Layton Perkins 1899.
Megalagrion orobates ingår i släktet Megalagrion och familjen dammflicksländor. Inga underarter finns listade i Catalogue of Life.